# 17198 Gorjup
17198 Gorjup è un asteroide della fascia principale. Scoperto nel 2000, presenta un'orbita caratterizzata da un semiasse maggiore pari a 2,2793954 UA e da un'eccentricità di 0,1023568, inclinata di 3,28783° rispetto all'eclittica.